# オー!マイゴッド!私だけの神様、教えます
『オー!マイゴッド!私だけの神様、教えます』（オー!マイゴッド!わたしだけのかみさま、おしえます）は、2024年（令和6年）4月20日から日本テレビと一部系列局で放送されているバラエティ番組。

## 出演者
- ヒロミ
- 小泉孝太郎

### ナレーター
- 森富美(日本テレビアナウンサー)

## ネット局

### レギュラー版
| 放送対象地域 | 放送局                    | 系列                          | 放送期間        | 放送日時                     | ネット状況 |
| ------------ | ------------------------- | ----------------------------- | --------------- | ---------------------------- | ---------- |
| 関東広域圏   | 日本テレビ（NTV）         | 日本テレビ系列                | 2024年4月20日 - | 土曜 10:30 - 11:25           | 【制作局】 |
| 石川県       | テレビ金沢（KTK）         | 日本テレビ系列                | 2024年4月20日 - | 土曜 10:30 - 11:25           | 同時ネット |
| 中京広域圏   | 中京テレビ（CTV）         | 日本テレビ系列                | 2024年4月20日 - | 土曜 10:30 - 11:25           | 同時ネット |
| 宮城県       | ミヤギテレビ（MMT）       | 日本テレビ系列                | 2024年4月27日 - | 土曜 10:30 - 11:25           | 同時ネット |
| 静岡県       | 静岡第一テレビ（SDT）     | 日本テレビ系列                | 2024年5月5日 -  | 日曜 0:55 - 1:50（土曜深夜） | 遅れネット |
| 沖縄県       | 琉球放送（RBC）           | TBS系列                       | 2024年5月8日 -  | 水曜 14:50 - 15:49           | 遅れネット |
| 熊本県       | くまもと県民テレビ（KKT） | 日本テレビ系列                | 2024年7月6日 -  | 土曜 12:55 - 13:55           | 遅れネット |
| 大分県       | テレビ大分（TOS）         | フジテレビ系列 日本テレビ系列 | 2024年9月5日 -  | 木曜 13:50 - 14:45           | 遅れネット |
| 徳島県       | 四国放送（JRT）           | 日本テレビ系列                | 2024年10月6日 - | 土曜 9:25 - 10:20            | 遅れネット |

### 過去のネット局
| 放送対象地域 | 放送局          | 系列           | 放送期間                      | 放送日時          | ネット状況     |
| ------------ | --------------- | -------------- | ----------------------------- | ----------------- | -------------- |
| 秋田県       | 秋田放送（ABS） | 日本テレビ系列 | 2024年4月27日 - 2025年4月19日 | 土曜 9:30 - 10:25 | 事実上打ち切り |

## スタッフ
- 企画・演出：渡辺春佳（日テレ）
- 構成：桜井慎一、アリエシュンスケ
- TM：小椋敏宏（日テレ）
- SW：荻野高康【※週替り】
- SW/CAM：望月達史【※週替り】
- CAM：島田佳奈【※週替り】
- MIX：加賀金重郎、馬場楓【※週替り】
- VE：北岡大輔、竹内萌江、塩原和益【※週替り】
- 照明：木村弥史
- 美術プロデューサー：齋藤隆史、葛西剛太
- デザイン：高木彩、山根茉子
- 大道具：松橋幸(滉)平
- 小道具：米山幸市
- 美術協力：日テレアート
- CG：深川侑紀、安田朝実
- TK：竹島祐子
- EED：江川武尊、下向井顕【※週替り】
- MA：平山達也
- 音効：高取謙
- 技術協力：NiTRO、ジャパンテレビ、ヌーベルアージュ
- 制作進行：篠田雅美
- デスク：齊藤智美
- ディレクター：板倉裕樹、小陽一磨、近江谷シャイアン、竹内遥香、久保田廉也、岐部広和、西岡正純、及部弘右平／簾田尚平、下村知輝、赤田未來、齋藤萌圭、望月雅斗、大河内美海【※週替り】
- 演出：大石正通・田村優典・鍋田拓朗（日企）、久島拓也、松尾郁弥・笠間崇（AX-ON）【※週替り】
- プロデューサー：藤﨑一成・劉雅莎（日テレ、劉→2025年6月21日-）、江尻直孝・加藤宏実（日企）、森千花子（AX-ON）、佐々木俊勝、笹野健太郎／村岡克紀、星拓馬【※週替り】
- チーフプロデューサー：原司（日テレ）
- 制作協力：日企、AX-ON
- 製作著作：日本テレビ

### 過去のスタッフ
- デザイン：平岡真穂
- プロデューサー：滝澤真一郎（日テレ、以前は統轄プロデューサー、2025年6月14日まで）